# 尾斑光鰓魚
尾斑光鰓魚，又稱斑鰭光鰓雀鯛，俗名為厚殼仔，為輻鰭魚綱鱸形目隆頭魚亞目雀鯛科的其中一種。

## 分布
本魚分布於西北太平洋區，包括台灣、日本南部、中國沿海等海域。

## 深度
水深2至15公尺。

## 特徵
本魚體呈紫茶褐色，腹面顏色較淡。體呈卵圓形而側扁，背鰭鰭條部中央的鰭條較長，使鰭條部外緣尖突出矢狀。眼中大，上側位。口小，上頜骨末端僅及眼前緣；齒細小，圓錐狀。尾鰭呈深分叉狀，上下葉末端尖且外緣顏色較深，胸鰭基部有一大黑斑，體側各鱗片的末緣都呈暗褐色。背鰭硬棘12至14枚；軟條12至14枚；臀鰭硬棘2枚；軟條10至12枚。體長可達17公分。

## 生態
本魚棲息在岩礁區，屬雜食性魚類，以動物性浮游生物和藻類為食。

## 經濟利用
為食用性魚類，油炸使骨酥，則味美，亦可觀賞用。